# Le Châtellier (Ille-et-Vilaine)
Pour les articles homonymes, voir Le Châtellier.
Le Châtellier est une commune française située dans le département d'Ille-et-Vilaine en Région Bretagne, peuplée de 427 habitants.

## Géographie
Commune du pays du Coglais.
| Montours | Poilley (Ille-et-Vilaine) | Villamée |
|          | Châtellier                | Parigné  |
|          | Saint-Germain-en-Coglès   |          |

### Hydrographie
Pour un article plus général, voir Réseau hydrographique d'Ille-et-Vilaine.
La commune est traversée par la ligne de partage des eaux entre les bassins hydrographiques Seine-Normandie et Loire-Bretagne. Elle est drainée par la Loisance, le ruisseau des échelles, l'aqueduc souterrain, le ruisseau de Fretay, le ruisseau de la Chaumoie, le ruisseau de la Hunaudais, le ruisseau de la Hurlais et le ruisseau de la Tricherie, et un autre petit cours d'eau,.
La Loisance, d'une longueur de 30 km, prend sa source dans la commune  et se jette  dans le Couesnon à Val-Couesnon, après avoir traversé cinq communes. 
Le Échelles, d'une longueur de 12 km, prend sa source dans la commune de Poilley et se jette  dans la Loisance à Maen Roch, après avoir traversé cinq communes. 

### Climat
Pour des articles plus généraux, voir Climat de la Bretagne et Climat d'Ille-et-Vilaine.
En 2010, le climat de la commune est de type climat océanique franc, selon une étude du CNRS s'appuyant sur une série de données couvrant la période 1971-2000. En 2020, Météo-France publie une typologie des climats de la France métropolitaine dans laquelle la commune est exposée à un climat océanique et est dans la région climatique  Bretagne orientale et méridionale, Pays nantais, Vendée, caractérisée par une faible pluviométrie en été et une bonne insolation. Parallèlement l'observatoire de l'environnement en Bretagne publie en 2020 un zonage climatique de la région Bretagne, s'appuyant sur des données de Météo-France de 2009. La commune est, selon ce zonage, dans la zone « Intérieur Est », avec des hivers frais, des étés chauds et des pluies modérées.  
Pour la période 1971-2000, la température annuelle moyenne est de 10,8 °C, avec une amplitude thermique annuelle de 13,1 °C. Le cumul annuel moyen de précipitations est de 919 mm, avec 13,9 jours de précipitations en janvier et 8,3 jours en juillet. Pour la période 1991-2020, la température moyenne annuelle observée sur la station météorologique la plus proche, située sur la commune de Fougères à 8 km à vol d'oiseau, est de 11,9 °C et le cumul annuel moyen de précipitations est de 939,1 mm,. Pour l'avenir, les paramètres climatiques de la commune estimés pour 2050 selon différents scénarios d'émission de gaz à effet de serre sont consultables sur un site dédié publié par Météo-France en novembre 2022.

## Urbanisme

### Typologie
Au 1er janvier 2024, Le Châtellier est catégorisée commune rurale à habitat très dispersé, selon la nouvelle grille communale de densité à sept niveaux définie par l'Insee en 2022.
Elle est située hors unité urbaine. Par ailleurs la commune fait partie de l'aire d'attraction de Fougères, dont elle est une commune de la couronne,. Cette aire, qui regroupe 26 communes, est catégorisée dans les aires de 50 000 à moins de 200 000 habitants,.

### Occupation des sols
L'occupation des sols de la commune, telle qu'elle ressort de la base de données européenne d'occupation biophysique des sols Corine Land Cover (CLC), est marquée par l'importance des territoires agricoles (95,4 % en 2018), une proportion identique à celle de 1990 (95,4 %). La répartition détaillée en 2018 est la suivante : 
zones agricoles hétérogènes (40,4 %), prairies (33,1 %), terres arables (22 %), forêts (4,6 %). L'évolution de l'occupation des sols de la commune et de ses infrastructures peut être observée sur les différentes représentations cartographiques du territoire : la carte de Cassini (XVIIIe siècle), la carte d'état-major (1820-1866) et les cartes ou photos aériennes de l'IGN pour la période actuelle (1950 à aujourd'hui).

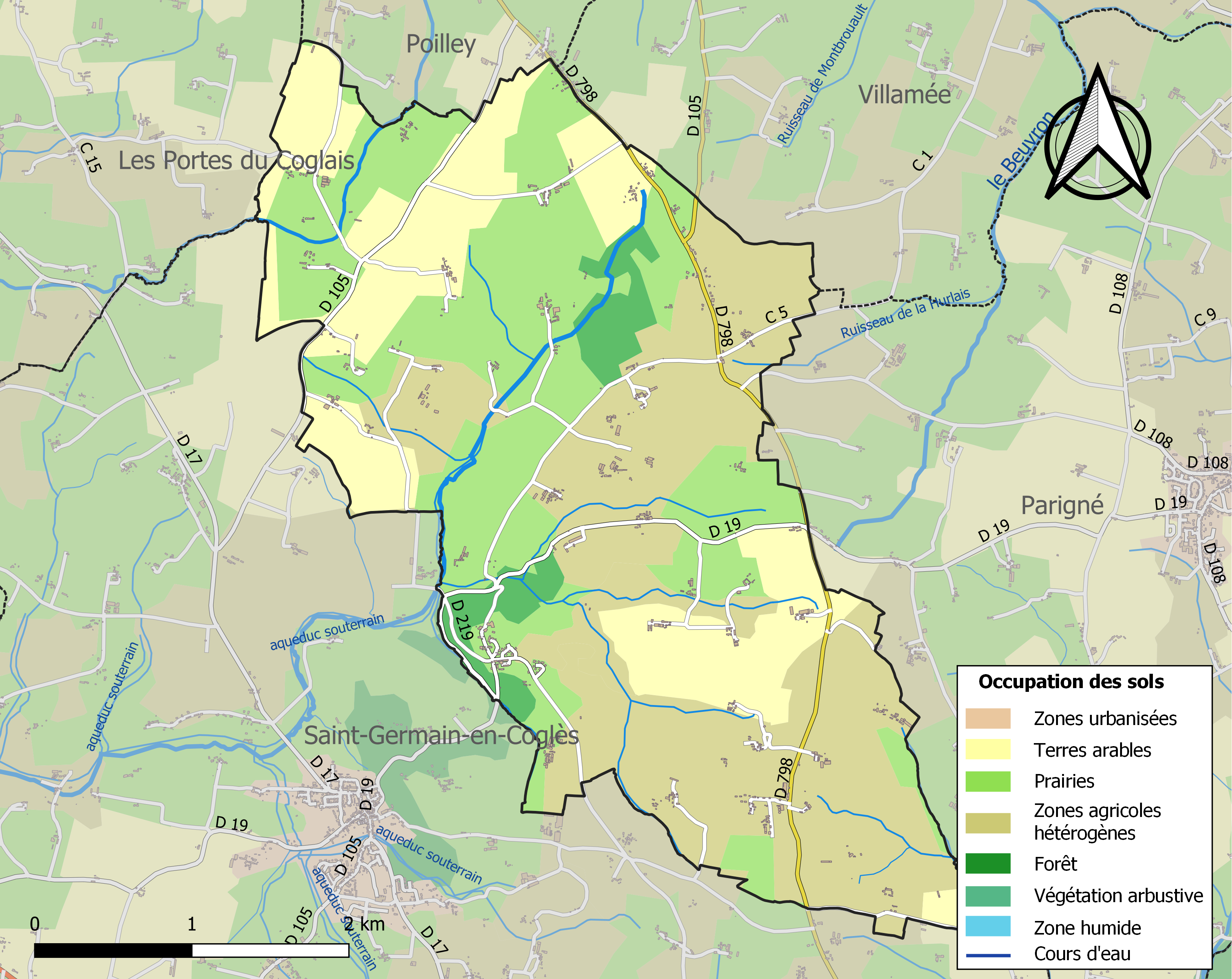
Carte des infrastructures et de l'occupation des sols de la commune en 2018 (CLC).

## Toponymie
Le nom de la localité est attesté sous les formes Parochia Castellarii en 1222, ecclesia de Castellario en 1319.
Le Châtellier vient du latin castellum (fortification de l'époque gallo-romaine ou de celle du Moyen Age).

## Histoire
La commune est favorable aux Chouans lors de la Révolution française. Le capitaine de la compagnie des Chouans du Châtellier est Pierre Boismartel.
La commune est le théâtre de plusieurs combats lors de la Chouannerie.
- Le combat du Châtellier le 12 juillet 1794.
- Le combat de la Ribassais le 11 août 1795.
- Le combat de la Bataillère le 3 septembre 1795.
- La bataille de la Vieuville le 27 novembre 1795.
- La bataille des Tombettes le 26 janvier 1800.

### Héraldique
| Blason de Le Châtellier (Ille-et-Vilaine) | Blason  | D'azur à la fasce d'argent, accompagnée de trois fleurs de lys d'or. |
| Blason de Le Châtellier (Ille-et-Vilaine) | Détails |                                                                      |

## Politique et administration
| Période                                  | Période   | Identité            | Étiquette | Qualité                      |
| ---------------------------------------- | --------- | ------------------- | --------- | ---------------------------- |
| mars 1971                                | juin 1995 | Jean-Marie Renaudin |           |                              |
| juin 1995                                | mars 2008 | Jean-Marie Lucas    |           | Directeur du CFA de Fougères |
| mars 2008                                | En cours  | Pierre Sourdin      | DVD       | Agriculteur retraité         |
| Les données manquantes sont à compléter. |           |                     |           |                              |

.

## Démographie
L'évolution du nombre d'habitants est connue à travers les recensements de la population effectués dans la commune depuis 1793. Pour les communes de moins de 10 000 habitants, une enquête de recensement portant sur toute la population est réalisée tous les cinq ans, les populations de référence des années intermédiaires étant quant à elles estimées par interpolation ou extrapolation. Pour la commune, le premier recensement exhaustif entrant dans le cadre du nouveau dispositif a été réalisé en 2006.
En 2022, la commune comptait 427 habitants, en évolution de +1,18 % par rapport à 2016 (Ille-et-Vilaine : +5,46 %, France hors Mayotte : +2,11 %).
| 1793  | 1800  | 1806  | 1821  | 1831 | 1836 | 1841 | 1846  | 1851  |
| ----- | ----- | ----- | ----- | ---- | ---- | ---- | ----- | ----- |
| 1 009 | 1 007 | 1 015 | 1 004 | 925  | 914  | 995  | 1 016 | 1 030 |

| 1856 | 1861 | 1866  | 1872  | 1876  | 1881 | 1886 | 1891 | 1896 |
| ---- | ---- | ----- | ----- | ----- | ---- | ---- | ---- | ---- |
| 990  | 995  | 1 006 | 1 010 | 1 034 | 905  | 902  | 801  | 785  |

| 1901 | 1906 | 1911 | 1921 | 1926 | 1931 | 1936 | 1946 | 1954 |
| ---- | ---- | ---- | ---- | ---- | ---- | ---- | ---- | ---- |
| 730  | 700  | 710  | 706  | 346  | 610  | 536  | 557  | 562  |

| 1962 | 1968 | 1975 | 1982 | 1990 | 1999 | 2006 | 2011 | 2016 |
| ---- | ---- | ---- | ---- | ---- | ---- | ---- | ---- | ---- |
| 562  | 501  | 444  | 407  | 407  | 393  | 386  | 375  | 422  |

| 2021 | 2022 | - | - | - | - | - | - | - |
| ---- | ---- | - | - | - | - | - | - | - |
| 430  | 427  | - | - | - | - | - | - | - |

## Lieux et monuments

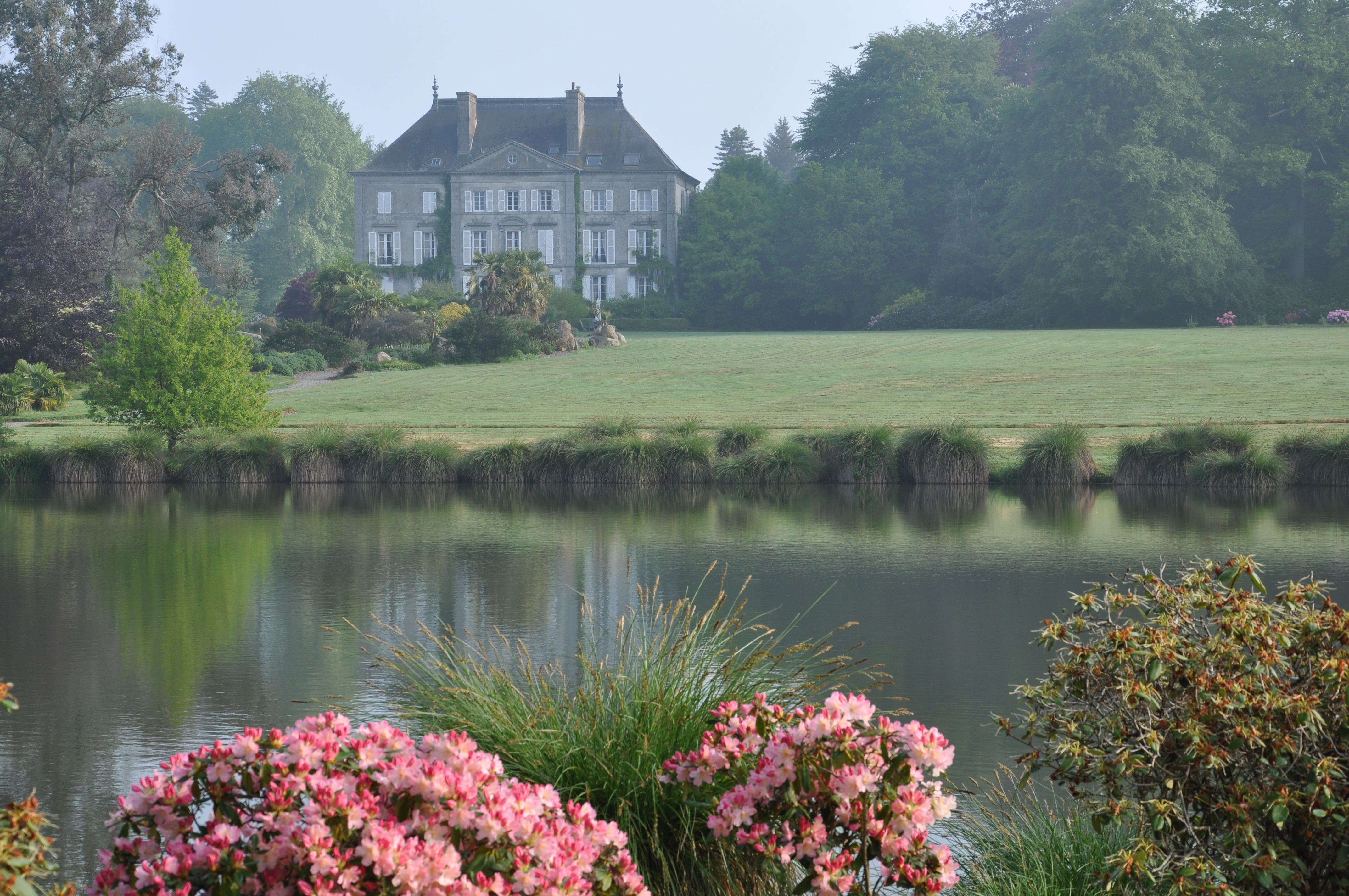
Le château de la Foltière au milieu du jardin botanique de Haute-Bretagne.

- Église Notre-Dame (1849-1853), édifiée par l'architecte rennais Jacques Mellet, avec réemploi d'un bas-relief du XVe siècle dans le transept sud (Crucifixion)[29].
- Manoir de la Vieuville.
- Château de la Vieuville
- Le château de la Folletière et le jardin botanique de Haute-Bretagne. Il regroupe 24 jardins sur 25 hectares en trois ensembles : les jardins de l'Arcadie, les jardins romantiques et les jardins du crépuscule. « Une des plus grandes réalisations paysagères de notre époque » (guide Michelin).

La commune abrite par ailleurs un monument historique :
- le portail et les murs de clôture du château de Vieuville, inscrits par arrêté du 22 février 1946[30]. La grille en fer forgé provient de l'hôtel Le Harivel de Fougères, détruit au cours de la guerre.

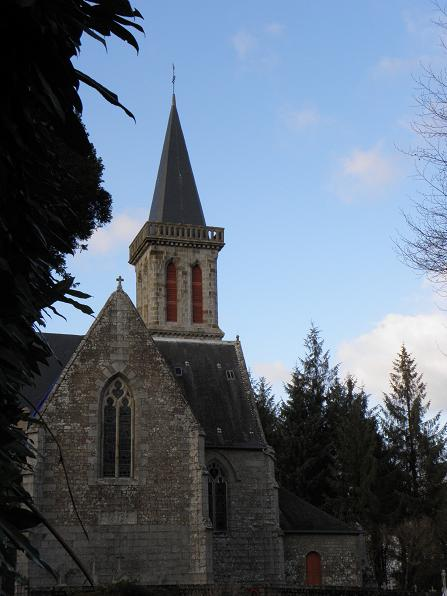
L'église Notre-Dame.
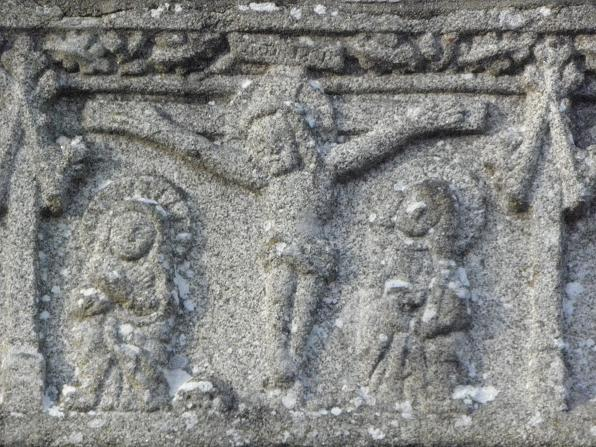
Le bas-relief du transept sud de l'église.
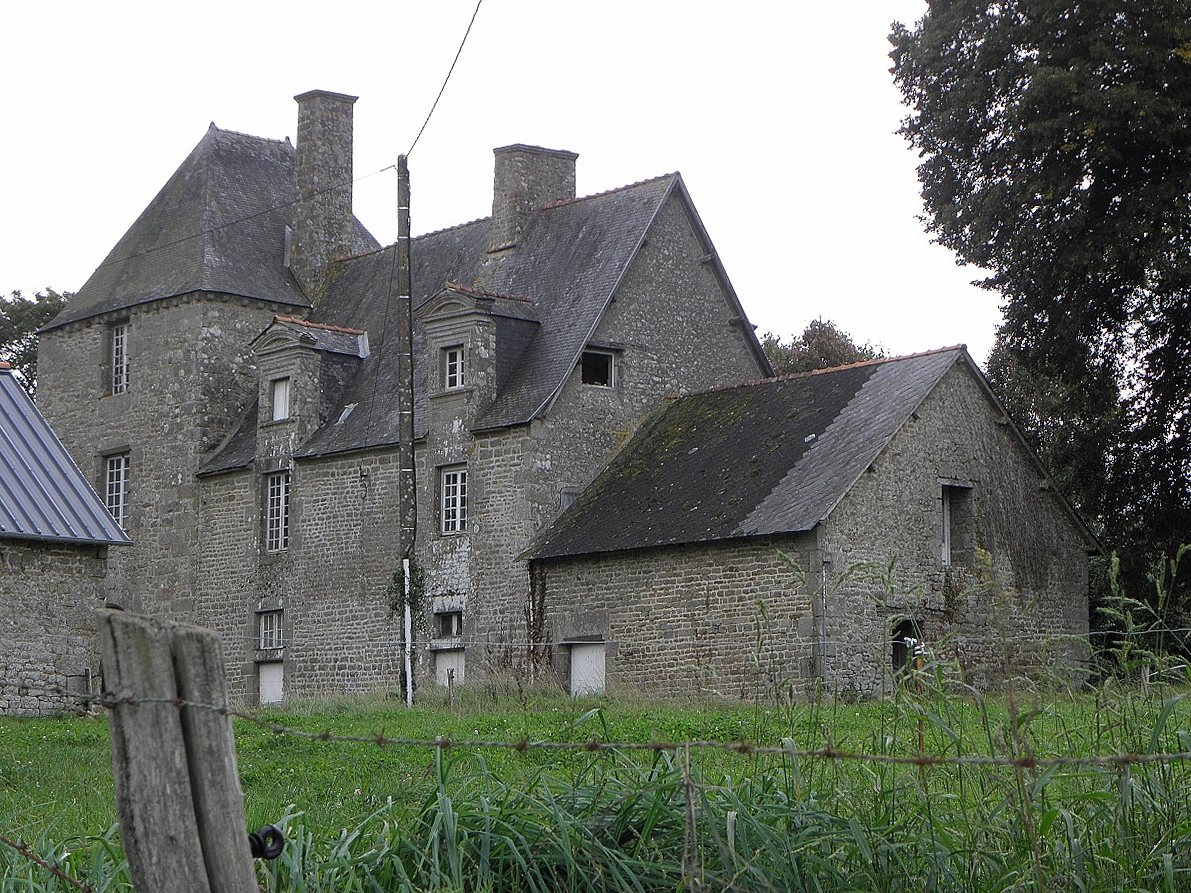
Le manoir de la Vieuville.
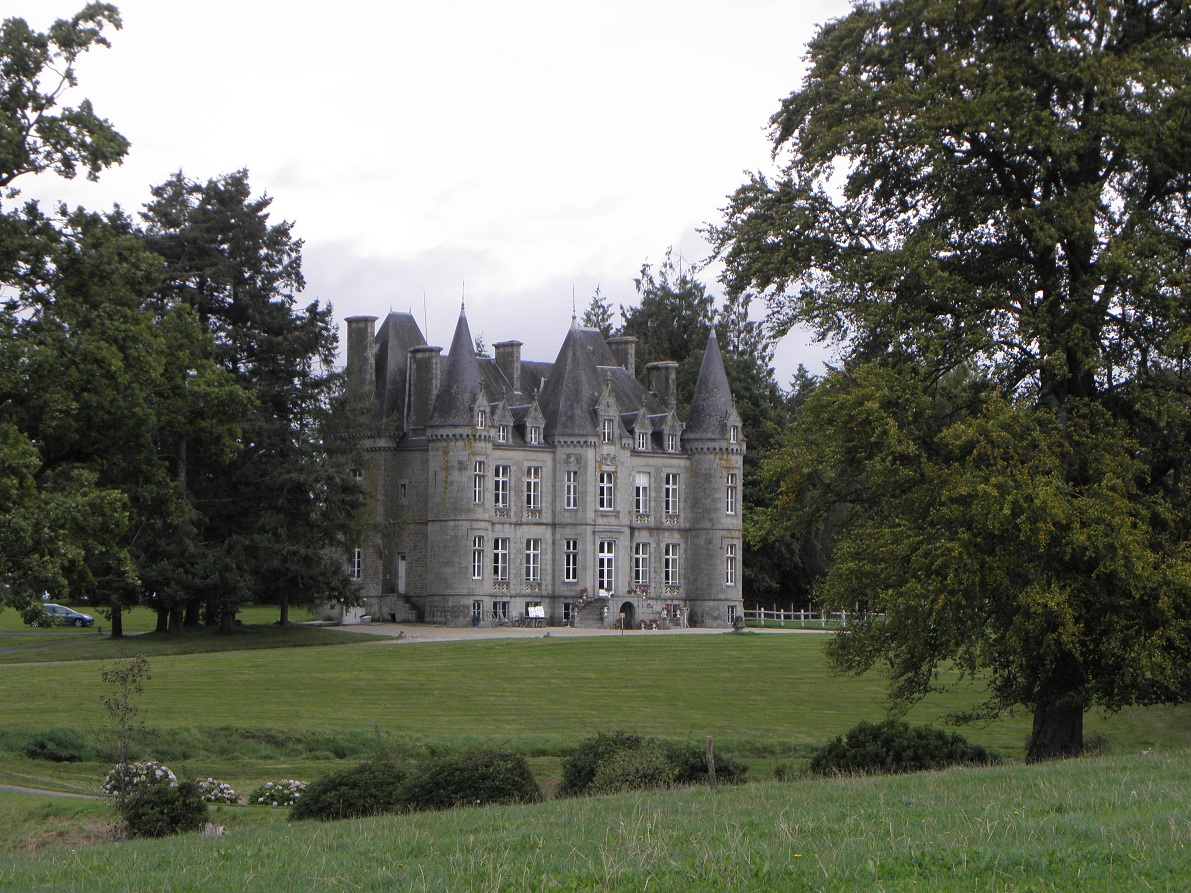
Le château de la Vieuville.

## Personnalités liées à la commune
- Abbé Félix Léonard, curé du Châtellier de 1962 à 2005, qui œuvra pour la réinsertion sociale d'anciennes prostituées. Une association pérennise et honore sa mémoire depuis mai 2007[31].